# Geoff Huston
Geoffrey Angier "Geoff" Huston (Brooklyn, Nueva York, 8 de noviembre de 1957) es un exjugador de baloncesto estadounidense que disputó ocho temporadas en la NBA, además de jugar en la USBL. Con 1,88 metros de estatura, jugaba en la posición de base.

## Trayectoria deportiva

### Universidad
Jugó durante cuatro temporadas con los Red Raiders de la Universidad de Texas Tech, en las que promedió 9,1 puntos y 1,8 rebotes por partido.

#### Estadísticas
| Temporada | Equipo     | Conf. | Partidos | MIN  | TC  | TCA | %TC  | TL  | TLA | %TL  | REB | ASIS | ROB | TAP | PER | FP | PTS  |
| 1975-76   | Texas Tech | SWC   | 31       | 18.0 | 2.9 | 6.3 | .469 | 1.2 | 1.7 | .667 | 1.4 |      |     |     |     |    | 7.0  |
| 1976-77   | Texas Tech | SWC   | 29       | 30.7 | 4.4 | 7.7 | .577 | 1.2 | 2.0 | .576 | 2.0 |      |     |     |     |    | 10.0 |
| 1977-78   | Texas Tech | SWC   | 27       | 27.9 | 3.6 | 7.3 | .487 | 1.4 | 2.0 | .736 | 1.7 |      |     |     |     |    | 8.6  |
| 1978-79   | Texas Tech | SWC   | 30       | 30.4 | 4.7 | 9.5 | .497 | 1.4 | 1.8 | .774 | 2.3 |      |     |     |     |    | 10.8 |
| Total     | Texas Tech |       | 117      | 26.6 | 3.9 | 7.7 | .508 | 1.3 | 1.9 | .685 | 1.8 |      |     |     |     |    | 9.1  |

### Profesional
Fue elegido en la quincuagésima posición del Draft de la NBA de 1979 por New York Knicks, donde jugó una temporada como suplente, promediando 3,1 puntos y 2,2 asistencias por partido.
Al año siguiente fue incluido en el Draft de Expansión que se celebró por la llegada de los Dallas Mavericks a la liga, siendo elegido por la nueva franquicia. Tuvo el honor, junto a Abdul Jeelani, Jerome Whitehead, Tom LaGarde y Winford Boynes de formar parte del primer quinteto inicial de la historia de los Mavs, en un partido ante San Antonio Spurs. Mediada la temporada, cuando Huston estaba liderando a su equipo con 16,1 puntos por partido, fue traspasado, junto con una futura tercera ronda del draft a Cleveland Cavaliers, a cambio de Chad Kinch y una primera ronda.
En los Cavs asumió el puesto de base titular, batiendo el 27 de enero de 1982 el récord de la franquicia, todavía vigente, de asistencias en un partido, con las 27 que dio ante Golden State Warriors, marca que se sitúa en la sexta mejor de la historia de la NBA. Esa temporada terminó con 10,3 puntos y 7,6 asistencias por partido. Jugó dos temporadas más en el equipo, hasta que poco después de comenzada la 1984-85 es despedido, jugando el resto del año en la USBL.
Antes del comienzo de la temporada 1985-86, y tras probar con los Sacramento Kings, ficha como agente libre por los Golden State Warriors. Jugó una temporada como suplente de Sleepy Floyd, promediando 4,2 puntos y 4,2 asistencias por partido. Al año siguiente ficha por Los Angeles Clippers, sin que los Warriors ejercieran su opción de retenerlo, pero tras 19 partidos es despedido, acabando su carrera de nuevo en la USBL.

## Estadísticas de su carrera en la NBA

### Temporada regular
| Temporada | Edad | Equipo                | Liga | P   | TIT | MIN  | TC  | TCA  | %TC  | 3P  | 3PA | %3P  | TL  | TLA | %TL  | R.OF. | R.DEF. | REB | ASIS | ROB | TAP | PER | FP  | PTS  |
| 1979-80   | 22   | New York Knicks       | NBA  | 71  |     | 13.0 | 1.3 | 3.4  | .390 | 0.0 | 0.2 | .176 | 0.4 | 0.5 | .737 | 0.2   | 0.6    | 0.8 | 2.2  | 0.5 | 0.1 | 1.0 | 1.2 | 3.1  |
| 1980-81   | 23   | TOTAL                 | NBA  | 81  |     | 30.0 | 5.7 | 11.6 | .489 | 0.0 | 0.1 | .200 | 1.9 | 2.6 | .708 | 0.6   | 1.1    | 1.7 | 4.9  | 0.7 | 0.1 | 2.2 | 1.8 | 13.2 |
| 1980-81   | 23   | Dallas Mavericks      | NBA  | 56  |     | 33.8 | 6.9 | 14.1 | .488 | 0.0 | 0.1 | .250 | 2.3 | 3.3 | .692 | 0.6   | 1.2    | 1.8 | 4.9  | 0.8 | 0.1 | 2.6 | 2.0 | 16.1 |
| 1980-81   | 23   | Cleveland Cavaliers   | NBA  | 25  |     | 21.7 | 3.0 | 6.1  | .497 | 0.0 | 0.0 | .000 | 0.9 | 1.1 | .815 | 0.5   | 1.1    | 1.6 | 4.7  | 0.5 | 0.0 | 1.2 | 1.4 | 7.0  |
| 1981-82   | 24   | Cleveland Cavaliers   | NBA  | 78  | 43  | 30.9 | 4.2 | 8.6  | .484 | 0.0 | 0.1 | .300 | 2.0 | 2.6 | .765 | 0.7   | 1.2    | 1.9 | 7.6  | 0.9 | 0.1 | 2.2 | 2.2 | 10.3 |
| 1982-83   | 25   | Cleveland Cavaliers   | NBA  | 80  | 79  | 34.0 | 5.0 | 10.4 | .482 | 0.1 | 0.2 | .333 | 2.1 | 3.1 | .686 | 0.5   | 1.5    | 2.0 | 6.1  | 0.9 | 0.1 | 2.4 | 2.7 | 12.2 |
| 1983-84   | 26   | Cleveland Cavaliers   | NBA  | 77  | 56  | 26.5 | 4.5 | 9.1  | .498 | 0.0 | 0.1 | .182 | 1.4 | 2.0 | .714 | 0.4   | 0.8    | 1.2 | 5.4  | 0.5 | 0.0 | 1.9 | 1.6 | 10.5 |
| 1984-85   | 27   | Cleveland Cavaliers   | NBA  | 8   | 0   | 11.6 | 1.5 | 3.1  | .480 | 0.0 | 0.0 |      | 0.3 | 0.4 | .667 | 0.0   | 0.1    | 0.1 | 2.9  | 0.0 | 0.0 | 1.0 | 1.0 | 3.3  |
| 1985-86   | 28   | Golden State Warriors | NBA  | 82  | 0   | 14.7 | 1.7 | 3.3  | .513 | 0.0 | 0.1 | .333 | 0.8 | 1.1 | .685 | 0.1   | 0.7    | 0.8 | 4.2  | 0.5 | 0.0 | 1.0 | 0.8 | 4.2  |
| 1986-87   | 29   | Los Angeles Clippers  | NBA  | 19  | 8   | 22.5 | 2.9 | 6.4  | .455 | 0.1 | 0.1 | .500 | 0.9 | 1.8 | .529 | 0.3   | 0.6    | 0.9 | 5.3  | 0.7 | 0.0 | 2.4 | 1.5 | 6.8  |
| Total     |      |                       | NBA  | 496 | 186 | 24.7 | 3.7 | 7.7  | .483 | 0.0 | 0.1 | .254 | 1.4 | 2.0 | .708 | 0.4   | 1.0    | 1.4 | 5.1  | 0.7 | 0.1 | 1.8 | 1.7 | 8.8  |